# Черногория на зимних Олимпийских играх 2022
Черногория на зимних Олимпийских играх 2022 года была представлена тремя спортсменами в двух дисциплинах лыжного спорта.

## Состав сборной
Горнолыжный спорт
1. Эльдар Салихович
2. Елена Вуйчич

 Лыжные гонки
1. Александр Грбович

## Результаты соревнований

### Лыжные виды спорта

#### Горнолыжный спорт
Квалификация спортсменов для участия в Олимпийских играх осуществлялась на основании специального квалификационного рейтинга FIS по состоянию на 16 января 2022 года. При этом НОК для участия в Олимпийских играх мог выбрать только того спортсмена, который вошёл в топ-500 олимпийского рейтинга в своей дисциплине, и при этом имел определённое количество очков, согласно квалификационной таблице. Страны, не имеющие участников в числе 500 сильнейших спортсменов, могли претендовать только на квоты категории B в технических дисциплинах. По итогам квалификационного отбора сборная Черногории завоевала 2 олимпийские лицензии.
Мужчины
| Соревнование      | Спортсмены       | 1 спуск | 1 спуск | 2 спуск | 2 спуск | Всего   | Место | Отставание |
| Соревнование      | Спортсмены       | Время   | Место   | Время   | Место   | Всего   | Место | Отставание |
| ----------------- | ---------------- | ------- | ------- | ------- | ------- | ------- | ----- | ---------- |
| слалом            | Эльдар Салихович | 1:09,61 | 50      | 1:02,21 | 39      | 2:11,82 | 42    | +27,73     |
| гигантский слалом | Эльдар Салихович | 1:18,84 | 47      | 1:22,70 | 42      | 2:41,54 | 41    | +32,19     |

Женщины
| Соревнование      | Спортсмены   | 1 спуск | 1 спуск | 2 спуск               | 2 спуск               | Всего                 | Место                 | Отставание            |
| Соревнование      | Спортсмены   | Время   | Место   | Время                 | Место                 | Всего                 | Место                 | Отставание            |
| ----------------- | ------------ | ------- | ------- | --------------------- | --------------------- | --------------------- | --------------------- | --------------------- |
| слалом            | Елена Вуйчич | DNF     | DNF     | завершила выступление | завершила выступление | завершила выступление | завершила выступление | завершила выступление |
| гигантский слалом | Елена Вуйчич | DNF     | DNF     | завершила выступление | завершила выступление | завершила выступление | завершила выступление | завершила выступление |

#### Лыжные гонки
Квалификация спортсменов для участия в Олимпийских играх осуществлялась на основании специального квалификационного рейтинга FIS по состоянию на 16 января 2022 года. Для получения олимпийской лицензии категории «A» спортсменам необходимо было набрать определённое количество очков, согласно квалификационной таблице. При этом каждый НОК может заявить на Игры 1 мужчину и 1 женщины, если они выполнили квалификационный критерий «B», по которому они смогут принять участие в спринте и гонках на 10 км для женщин или 15 км для мужчин. По итогам квалификационного отбора сборная ОКР завоевала 16 олимпийских лицензий.
Мужчины
Дистанционные гонки
| Соревнование              | Спортсмены        | Результат | Место | Отставание |
| ------------------------- | ----------------- | --------- | ----- | ---------- |
| 15 км классическим стилем | Александр Грбович | 52:44,9   | 93    | +14:50,1   |

Спринт
| Соревнование | Спортсмены        | Квалификация | Квалификация | Четвертьфинал        | Четвертьфинал        | Четвертьфинал        | Полуфинал            | Полуфинал            | Полуфинал            | Финал                | Финал                | Итоговое место |
| Соревнование | Спортсмены        | Результат    | Место        | Заезд                | Результат            | Место                | Заезд                | Результат            | Место                | Результат            | Место                | Итоговое место |
| ------------ | ----------------- | ------------ | ------------ | -------------------- | -------------------- | -------------------- | -------------------- | -------------------- | -------------------- | -------------------- | -------------------- | -------------- |
| спринт       | Александр Грбович | 3:24,12      | 84           | завершил выступление | завершил выступление | завершил выступление | завершил выступление | завершил выступление | завершил выступление | завершил выступление | завершил выступление | 84             |